# Adolf Reiss

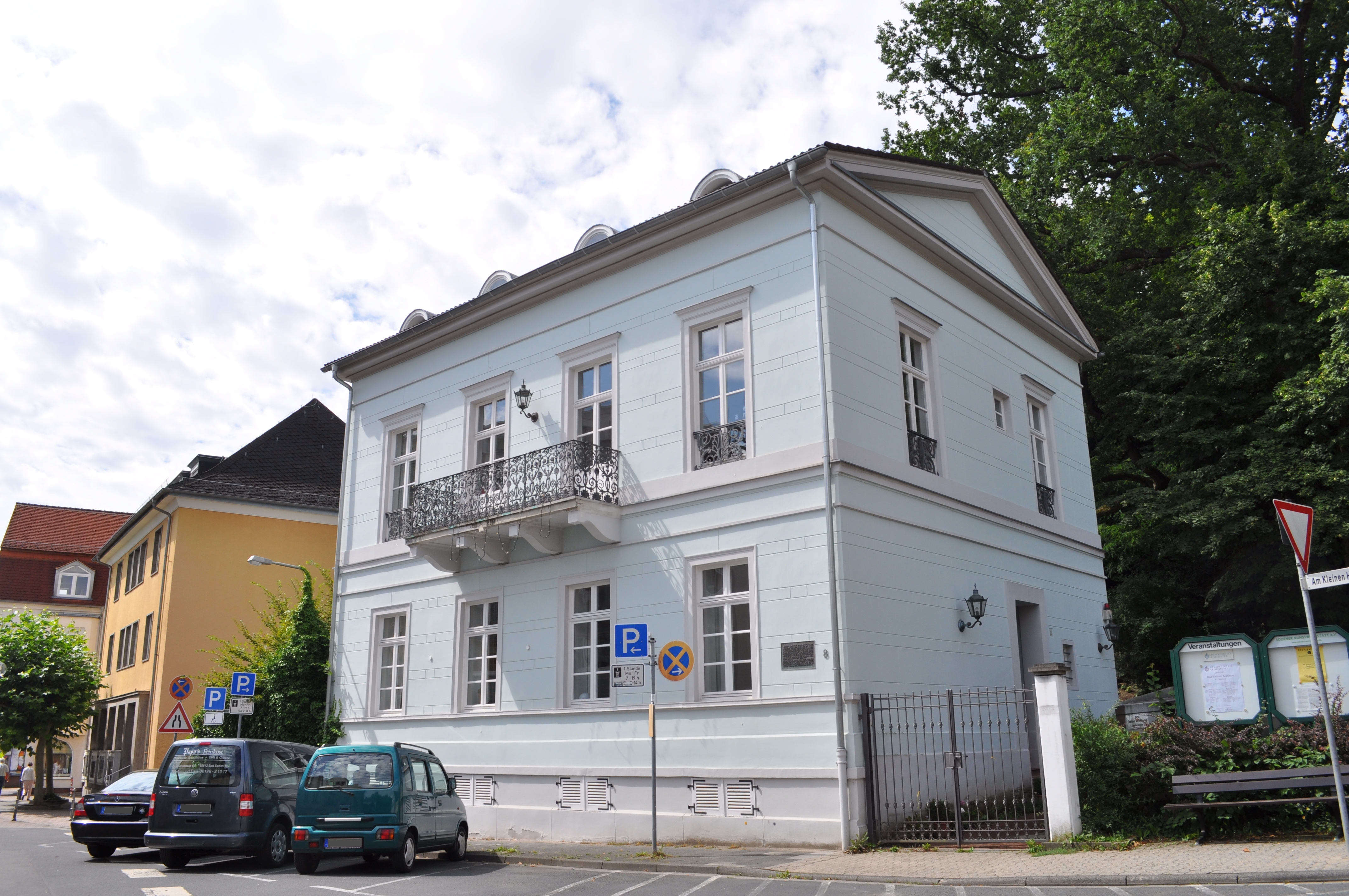
Haus Reiss in Bad Soden

Adolf Reiss (* 20. September 1877 in Frankfurt am Main; † 10. April 1962 in Bad Soden am Taunus) war ein deutscher Jurist und Mäzen der karitativen Wohlfahrtsfürsorge, der während der Zeit des Nationalsozialismus in Bedrängnis geratenen jüdischen Bürgern in seinem Haus einen Zufluchtsort gab.

## Leben
Adolf Reiss war der Sohn des Frankfurter Rechtsanwalts Justizrat Paul Reiss und seiner Ehefrau Fanny geborene Goedecke. Seine Reifeprüfung legte er am humanistischen Städtischen Gymnasium in Frankfurt ab. Gemeinsam mit seinem Bruder Eduard nahm er 1896 das Studium an der Universität Göttingen auf und studierte Rechtswissenschaften. Das Studium schloss er mit der Promotion zum Dr. jur. ab. Wie Vater und Bruder wurde er Mitglied im Corps Hannovera.
Bis 1910 war er zunächst als Gerichtsassessor und Richter in der Justiz tätig. Danach war er bis 1933 geschäftsführendes Vorstandsmitglied der Centrale für private Fürsorge in Frankfurt am Main, die auf eine jüdische Wohlfahrtsinitiative um den Frankfurter Unternehmer Wilhelm Merton zurückgeht. Darüber hinaus engagierte er sich in der Jugendfürsorge und der Förderung Behinderter Jugendlicher. Wie bereits sein Vater und sein Großvater übernahm Adolf Reiss zahlreiche Aufgaben in der sozialen Fürsorge und unterstützte sie mit namhaften Geldbeträgen.
1933 zog er sich aus dem Berufsleben nach Bad Soden am Taunus zurück, wo er nach dem Tode des Vaters das Sommerhaus der Familie, Haus Reiss geerbt hatte. Anders als sein Bruder Eduard flüchtete er nicht vor den ihm wegen seiner jüdischen Vorfahren drohenden Repressalien ins Ausland. Das Haus Reiss wurde in den nächsten Jahren zu einem Zufluchtsort für in Bedrängnis geratene jüdische Bürger. 1941 wurde sein Wohnhaus und die zugehörige Bibliothek durch einen Fliegerangriff schwer beschädigt, aber zumindest das Wohnhaus konnte alsbald wieder bewohnbar gemacht werden. 1952 wurde ihm von der Stadt Bad Soden am Taunus die Ehrenbürgerschaft verliehen. Auch seinem Vater und seinem Großvater Enoch Reiss war diese Ehre in Würdigung ihres Mäzenatentums in der Stadt bereits zuteilgeworden. 
Da Adolf Reiss selbst unverheiratet und kinderlos war, vermachte er mit seinem Tode das Haus Reiss 1962 der Stadt Bad Soden und verfügte letztwillig, dass das Haus gemeinnützigen Zwecken, sozialer und kultureller Art dienen sollte.

## Ehrungen
- 1953: Verdienstkreuz am Bande der Bundesrepublik Deutschland